# Праморица
Прамо̀рица (на гръцки: Πραμόριτσα, Πραμορίτσα) е река в Егейска Македония, Гърция, десен и втори по-големина приток на Бистрица (Алиакмонас) след Венетикос.
Реката, смятана за една от най-красивите в Гърция, извира от плинанита Горуша (Войо) и тече най-общо в източна посока.